# Triglav-Kaserne Viktor Emanuel III.
Triglav-Kaserne Viktor Emanuel III. (italienisch Caserma Rifugio Vittorio Emanuele III di Monte Tricorno), oft irrtümlich genannt Morbegno nach der ersten Holzhütte in der Nähe, ist die Ruine einer militärischen Festung in Slowenien. Sie liegt auf 2520 m in den Julischen Alpen am Triglav.
Die Festung wurde von italienischen Truppen des Bataillons Morbegno des 5. Alpini-Regiments in den 1920er Jahren erbaut, als dort die Grenze zwischen dem Königreich Italien und dem Königreich Jugoslawien verlief.
Neben der Ruine befindet sich eine Biwakschachtel.